# Şämkirçay
Şämkirçay (azerbajdzjanska: Şəmkirçay) är ett vattendrag i Azerbajdzjan. Det ligger i distriktet Gädäbäy rajon, i den västra delen av landet, 300 km väster om huvudstaden Baku.
I omgivningarna runt Şämkirçay växer i huvudsak lövfällande lövskog. Runt Şämkirçay är det ganska glesbefolkat, med 38 invånare per kvadratkilometer.